# Pangkal Lalang
Pangkal Lalang is een bestuurslaag in het regentschap Belitung van de provincie Bangka-Belitung, Indonesië. Pangkal Lalang telt 11.388 inwoners (volkstelling 2010).